# Mabondo
 (février 2023).
Si vous disposez d'ouvrages ou d'articles de référence ou si vous connaissez des sites web de qualité traitant du thème abordé ici, merci de compléter l'article en donnant les références utiles à sa vérifiabilité et en les liant à la section « Notes et références ».
Mabondo est l'une des cinq communes de la ville de Tshikapa, chef-lieu de la province du Kasaï en République démocratique du Congo. Elle est située sur la rive droite de la rivière Kasaï et constitue le flanc sud-est de la ville.

## Administration
Elle se compose de 9 quartiers et de 3 groupements.

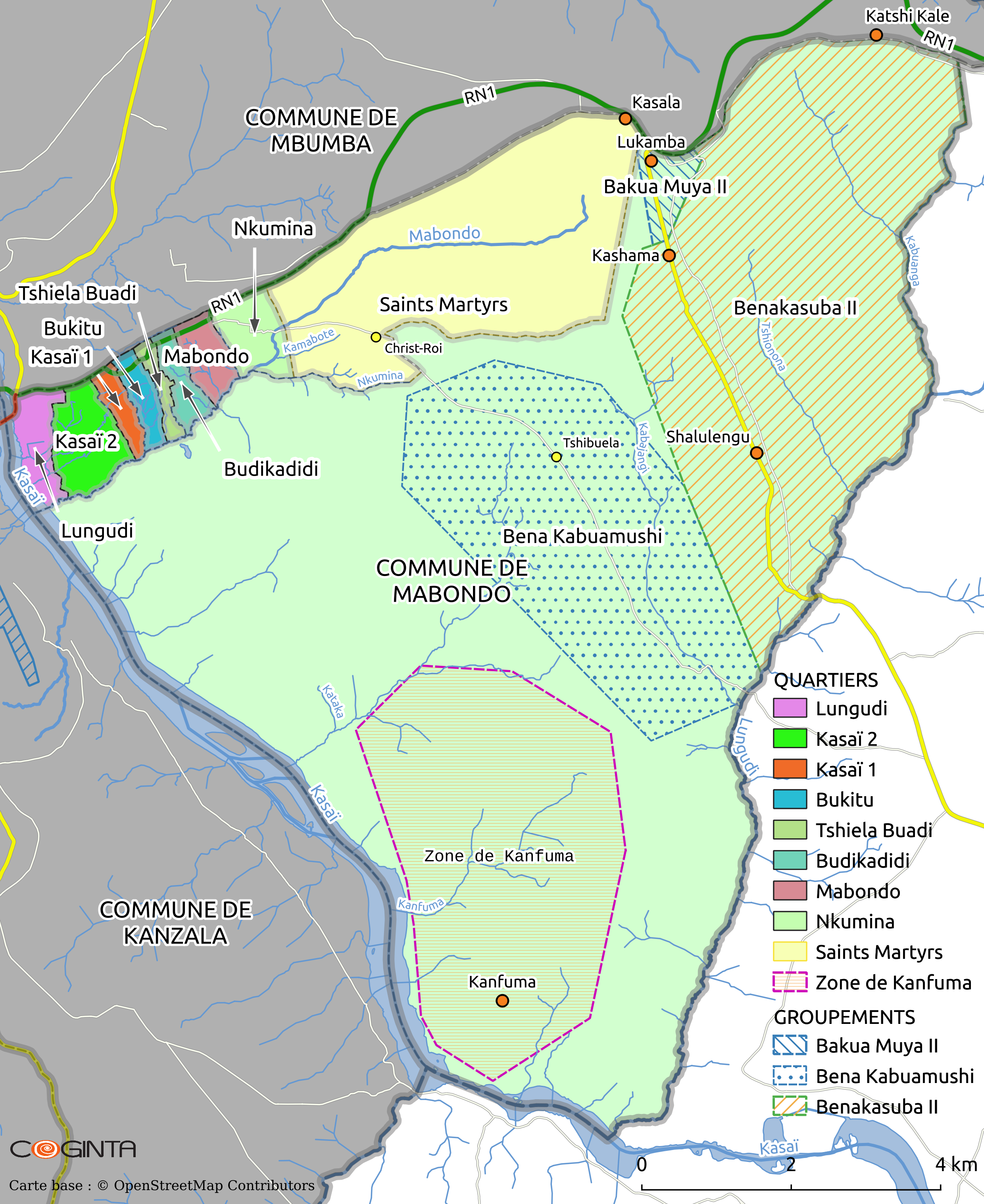
Les quartiers et groupement de la commune de Mabondo

Les quartiers sont: Lungudi, Kasaï II et I, Bukitu, Tshiela, Buadi, Budikadidi, Mabondo, Nkunima et Saints-Martyrs.
Les groupements sont: Bakua Muya II, Bena Kasuba II, Bena Kabuamushi.

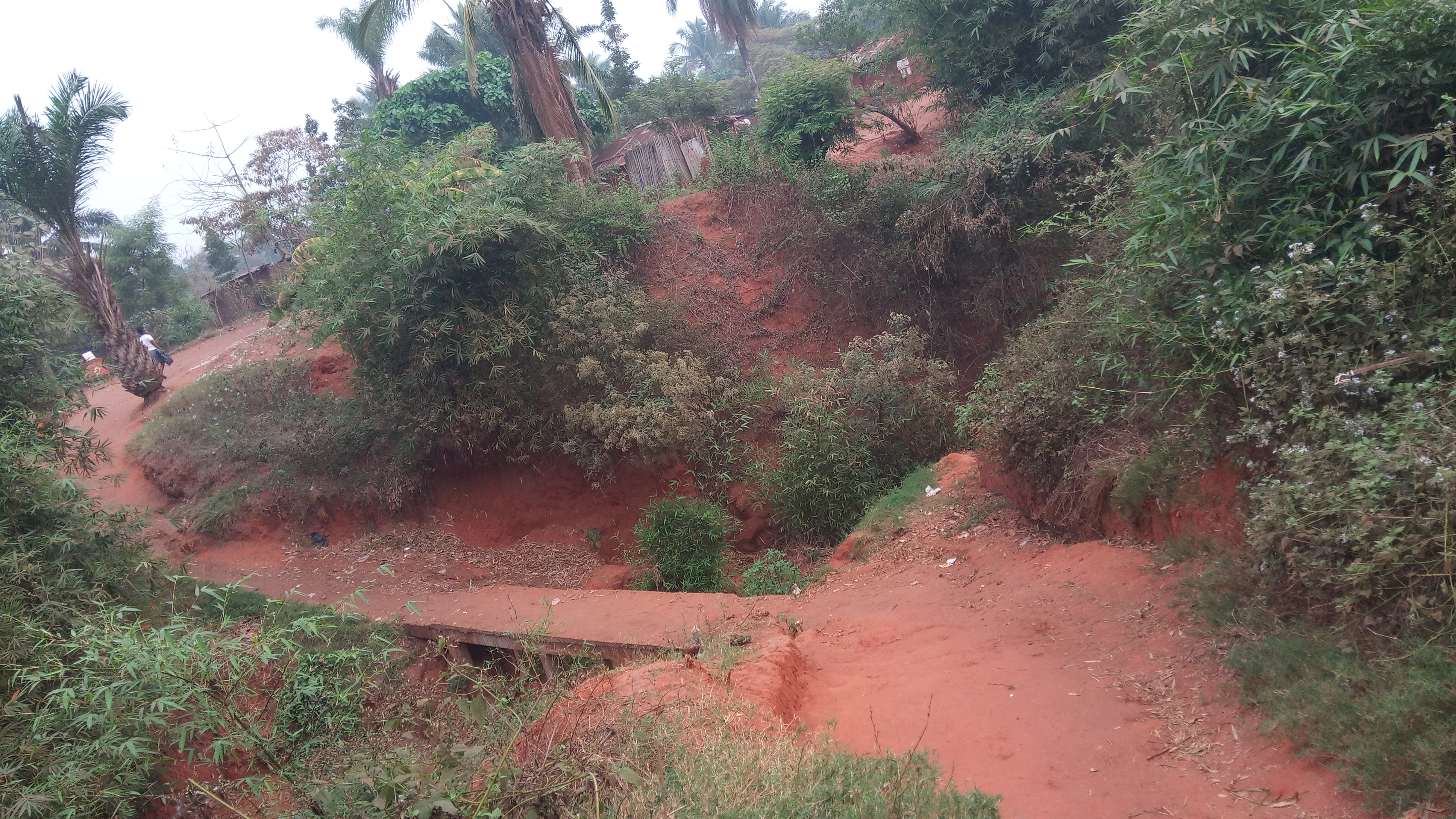
Pont Flori

## Géographie
Située sur des alluvions d'argile, la commune est scarifiée par de nombreux ravins, parfois profonds, orientés nord-sud. La route nationale N1 longe sa limite nord pratiquement sur toute l'étendue de la commune. La rivière Kasaï la sépare de la commune voisine de Wanzala à l'ouest. La commune ne comporte pratiquement pas de rues carossables. Les déplacements se font à moto et à l'extrémité sud des quartiers urbains à pied uniquement.

## Population
Mabondo totalise plus de 700 000 habitants, selon les chiffres de la mairie en 2022. Comme sa voisine septentrionale Mbumba, la commune est peuplée avant tout de Lubaphones. Selon un sondage représentatif réalisé par Coginta en 2023, 90% des résidents de la commune parlent tshiluba dans leur foyer.

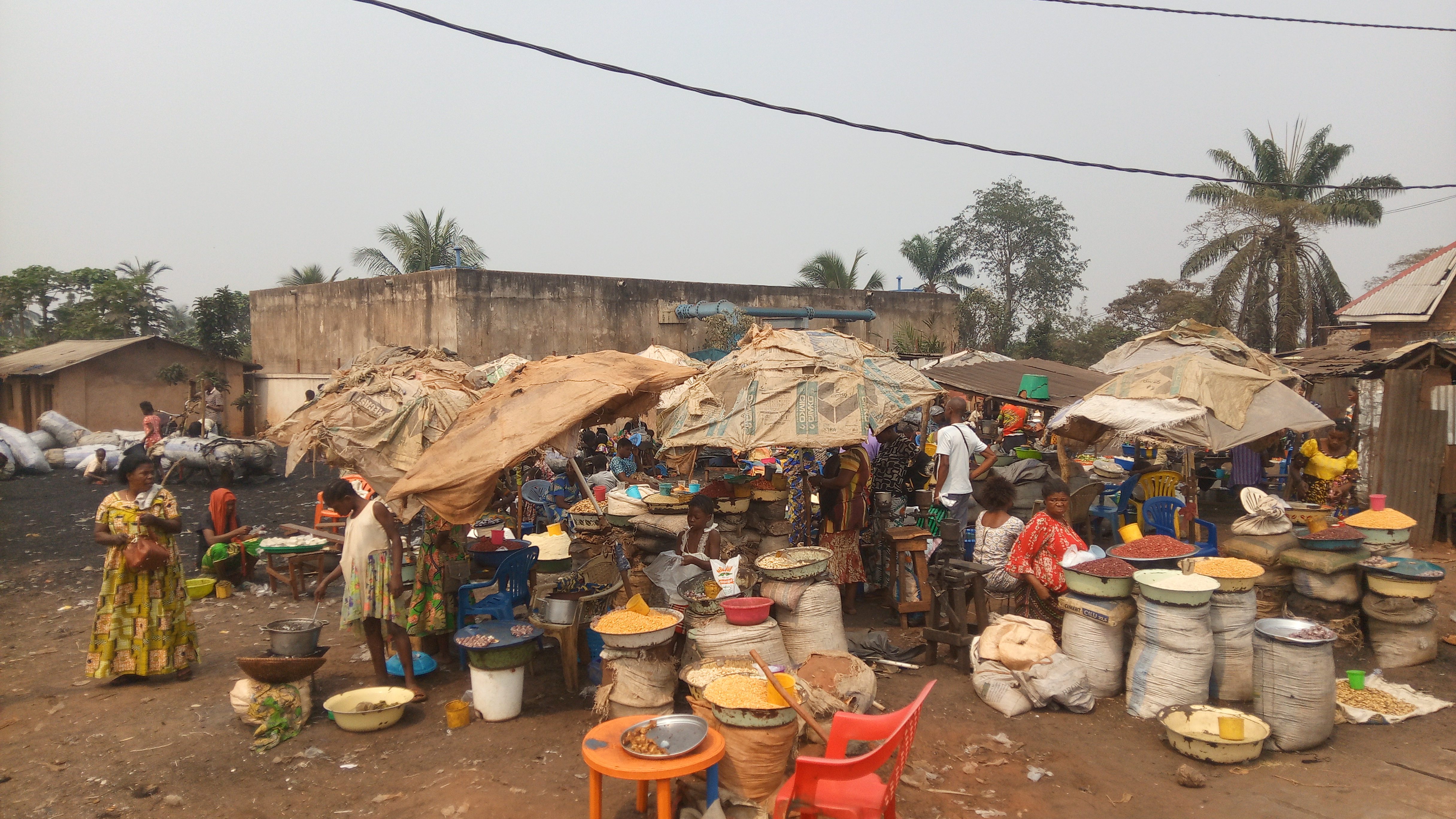
Marché Tendeur au bord de la N1 à Mabondo